# Svolta di Salerno

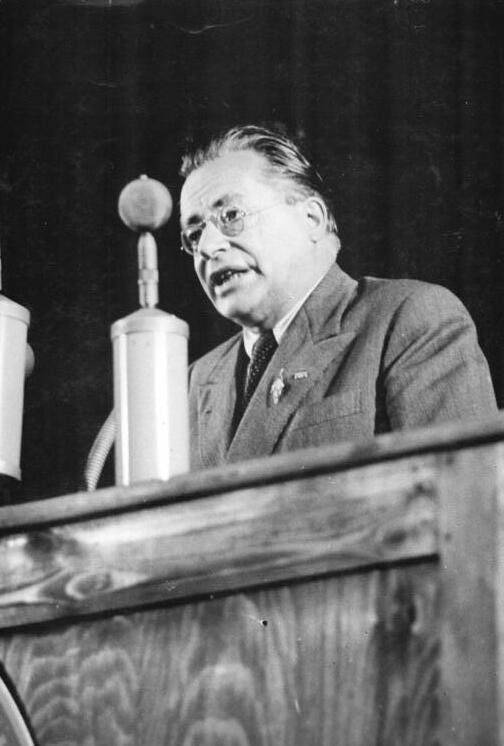
Palmiro Togliatti en 1950

Svolta di Salerno (littéralement « Virage de Salerne ») est un terme qui définit un changement de ligne politique du leader communiste Palmiro Togliatti qui le 31 mars 1944, lors d'un discours à Salerne appelle à la formation en Italie d'un gouvernement d'unité nationale.

## Historique

### Contexte
Dans le cadre de la Crise institutionnelle (1943-1944), le 9 septembre 1943 est créé à Rome toujours occupée, un Comité de libération nationale composé des partis et des mouvements opposés au fascisme et à l'occupation allemande. 
Il donne la priorité à la lutte, repoussant après la victoire la question des institutions italiennes, mais il fait de l’abdication du roi en faveur de son fils un préalable à la mise en place d'un gouvernement antifasciste. 
Dans ce contexte, le 31 mars 1944, à Salerne, Palmiro Togliatti, secrétaire général du Parti communiste italien, change de position et appelle à la formation d’un gouvernement d’unité nationale et ne pose plus en préalable l’abdication du roi.

### Conséquences
Ce « virage politique » qui ouvre la porte aux monarchistes est probablement la conséquence d’un entretien, début mars, entre Togliatti et Staline à Moscou. En effet, les Soviétiques ont besoin de fronts militaires plus actifs à l’Ouest pour soulager l’Armée rouge,,  
Cette déclaration pousse les partis du Comité de libération nationale à se rallier au compromis élaboré par Enrico De Nicola, président de la Chambre des députés jusqu'en 1924, Benedetto Croce du parti libéral, et l’entourage du roi. 
Comme prévu dans l'accord, dès la libération de Rome, le 4 juin 1944, Victor-Emmanuel III proclame son fils Umberto lieutenant général du royaume, et les partis reprennent en main le jeu politique, même si la guerre continue, le front se stabilisant sur la ligne gothique jusqu’en avril 1945.